# كاراشوك
كاراشوك أو كاراشوكا (بالنرويجية: Karasjok)‏ هي بلدية في مقاطعة فينمارك، النرويج. المركز الإداري للبلدية هي قرية كاراشوك. من بين القرى الأخرى في البلدية دورفونيارغا، وسوشيافري، وفاليوهكا.

## توأمة
لكاراشوك اتفاقيات توأمة مع كل من:
- أولنغورسك
- Lovozero (rural locality) [الإنجليزية]‏